# Vitbröstad markduva
Vitbröstad markduva (Pampusana jobiensis) är en fågel i familjen duvor inom ordningen duvfåglar.

## Utseende och läte
Vitbröstad markduva är en medelstor duva. Kroppen är mörk, med lila glans på övre delen av ryggen och skuldrorna. Undertill har den tydligt vitt på strupe, bröst och i ett ögonbrynsstreck. Vissa honor har en blekare version av hanens dräkt, medan andra ser ut som ungfåglarna som saknar vitt. I denna dräkt liknar den gråbröstad markduva, men är större och mer långstjärtad. Lätet består av en serie djupa "hoop-hopp". Även ett grodlikt kväkande kan höras.

## Utbredning och systematik
Vitbröstad markduva delas in i två underarter med följande utbredning:
- Alopecoenas jobiensis jobiensis – förekommer på Nya Guinea, Bismarcköarna och D'Entrecasteaux-öarna
- Alopecoenas jobiensis chalconotus – förekommer på Salomonöarna (Guadalcanal och Vella Lavella)

### Släktestillhörighet
Arten placerades tidigare i släktet Gallicolumba. Studier visar dock att dessa inte är varandras närmaste släktingar, där vissa står närmare australiensiska duvor som Geopelia. Dessa har därför lyfts ut till ett eget släkte, initialt Alopecoenas men Pampusana har visat sig ha prioritet.

## Levnadssätt
Vitbröstad markduva hittas i skogar i lägre bergstrakter. Där förekommer den nomadiskt och lever på marken, bland annat av bambufrön.

## Status och hot
Arten har ett stort utbredningsområde, men tros minska i antal, dock inte tillräckligt kraftigt för att den ska betraktas som hotad. Internationella naturvårdsunionen IUCN listar arten som nära hotad (LC).